# Linda Keith
Linda Keith (Hampstead, Londres, 1946) es una modelo británica, reconocida por ser la hija del actor y presentador radial Alan Keith, por haber tenido una relación sentimental con el guitarrista Keith Richards y por ayudar a descubrir a Jimi Hendrix, recomendándolo con el mánager Chas Chandler.

## Biografía
A mediados de los años 1960, Linda se conectó culturalmente en los primeros días del movimiento "Swinging London". Fue fotografiada por David Bailey y, junto con Shiela Klein, compañera del mánager de The Rolling Stones Andrew Loog Oldham, se encontraba en el corazón de una comunidad bohemia en el West Hampstead londinense. Se relacionó con Keith Richards de los Stones y, más tarde en Nueva York, con Jimi Hendrix, pero se sumergió en la drogodependencia. Richards parece haber sido una pieza fundamental para que Alan Keith fuera hasta América a buscar a su hija. Tras su regreso, fue puesta bajo tutela judicial. Más tarde se crio con su propia familia y, en 2010, vivía en Nueva Orleans. Según Richards, Linda Keith fue la inspiración para escribir la letra de la canción de los Rolling Stones "Ruby Tuesday".
En la película Jimi: All is by my Side, se sugiere que Jimi Hendrix también escribió la canción "Red House Over Yonder" inspirado en su relación con Linda.